# هاربر (ليبيريا)

هاربر هي بلدة ساحلية تقع في رأس النخيل، مقاطعة ماريلاند، ليبيريا.